# Провулок Василя Кука (Київ)
Прову́лок Василя Кука — провулок у Дарницькому районі міста Києва, селище Бортничі. Пролягає від вулиці Івана Богуна до Борової вулиці.

## Історія
Провулок виник у середині XX століття, мав назву 1-й провулок Будьонного, на честь тричі Героя Радянського Союзу Маршала Радянського Союзу Семена Будьонного.
Сучасна назва на честь Василя Кука, генерала-хорунжого, головнокомандувача Української повстанської армії (з 1950 року) — з 2016 року.